# Utriascus gabretae
Utriascus gabretae är en svampart som beskrevs av Réblová 2003. Utriascus gabretae ingår i släktet Utriascus, ordningen Sordariales, klassen Sordariomycetes, divisionen sporsäcksvampar och riket svampar.   Inga underarter finns listade i Catalogue of Life.